# Linia tramwajowa Halle-Ammendorf–Bad Dürrenberg
Linia tramwajowa Halle – Ammendorf – Bad Dürrenberg – otwarta w 1902 roku linia tramwaju międzymiastowego o metrowym rozstawie szyn, funkcjonująca na obszarze landu Saksonia-Anhalt w Niemczech. Łączy miasto Halle (Saale) przez Schkopau, Merseburg i Leunę z Bad Dürrenbergiem. Właścicielem i operatorem linii jest przedsiębiorstwo Hallesche Verkehrs-AG (HAVAG).
Od 1971 r. trasa jest wykorzystywana przez linię tramwajową nr 5 z Halle do Bad Dürrenbergu. Linia ta, mająca długość 31 km, była przez pewien czas najdłuższą linią tramwajową w NRD. Dziś jest to jedyna funkcjonująca trasa międzymiastowego tramwaju w landzie Saksonia-Anhalt.

## Historia

### Przed I wojną światową
W 1900 roku założona rok wcześniej spółka Gesellschaft Elektrische Straßenbahn Halle-Merseburg, rozpoczęła budowę pierwszego odcinka kolei międzymiastowej z Halle (Saale) do Merseburga. W 1902 r. ukończony został pierwszy odcinek torów od Halle (Riebeckplatz) do Ammendorfu (50 lat później przyłączonego do Halle). W tym samym roku budowa trasy dotarła do Schkopau, a następnie do Merseburga.
W 1913 założone zostało przedsiębiorstwo Merseburger Überlandbahn AG (MÜBAG), które jeszcze w tym samym roku rozpoczęło budowę odcinka torów tramwajowych o długości 17,2 km, który wiódł z Merseburga przez Zscherben, Beunę, Frankleben, Naundorf, Neumark i Lützkendorf do Mücheln (Geiseltal). Z powodu wybuchu I wojny światowej, odcinek ten otwarty został dopiero w 1918 roku.

### Okres międzywojenny
W 1919 r. MÜBAG rozpoczął budowę drugiego odcinka z Merseburga do Rössen (dziś Leuna). Odcinek wydłużono w 1920 najpierw do Daspig, a następnie przez Spergau do Fährendorfu.
Obydwie trasy zarządzane przez MÜBAG oraz trasa należąca do Elektrische Straßenbahn Halle-Merseburg zostały w 1926 połączone wspólną stacją w Merseburgu. W tym samym roku trasę Merseburg – Fährendorf, dzięki budowie mostu nad Soławą, wydłużono do Bad Dürrenberga.
W latach 20. XX wieku istniały plany rozbudowy sieci. Projektowano budowę tras do Schafstädt na zachodzie, Schkeuditz na wschodzie i Weißenfels na południu. W Schkeuditz możliwe byłoby połączenie linii z ówczesnym systemem zarządzanym przez Leipziger Außenbahn AG. Kryzys gospodarczy w 1923 i w 1929 sprawił, że rozbudowa sieci nie została zrealizowana.

### Po II wojnie światowej
Pod koniec I wojny światowej trasa uległa częściowemu zniszczeniu. W 1943 r. odcinki sieci w Leunie zostały uszkodzone przez naloty bombowe. Podobnie zniszczona została zajezdnia tramwajowa w Merseburgu w 1944 r. W związku ze zbliżającymi się wojskami amerykańskimi, w 1945 most nad Salle w Bad Dürrenbergu wysadzono. Po niezbędnych naprawach, w 1950 roku cała sieć znów była przejezdna.
Już na początku lat 20. XX wieku, w związku z wydobyciem węgla kamiennego, konieczne stały się modyfikacje trasy Merseburg – Mücheln. Z powodu powiększania obszaru otwartego wykopu, od 1957 odcinek Merseburg – Mücheln był stopniowo likwidowany i demontowany. W 1958 podobnie postąpiono z odcinkiem linii Neumark – Mücheln. Od 1965 linia dojeżdżała tylko do Frankleben, a w 1968 zlikwidowano odcinek łączący Merseburg-Süd i Frankleben. Z całej trasy ocalał tylko odcinek od przystanku Leunaweg do Merseburg-Süd.
W 1932 MÜBAG przejął trasę Halle – Merseburg. W 1951 Merseburger Überlandbahn AG i przedsiębiorstwo tramwajowe z Halle połączono, a rok później zmieniono nazwę nowej firmy na VEB (K) Straßen- und Überlandbahn Halle.
W 1968 ukończono budowę dwutorowej trasy tramwajowej z Daspig do Fährendorfu. istniała ona jedynie 6 lat – odcinek ten został zamknięty i zdemontowany w 1974 r.
Przez wiele lat linia tramwajowa była, obok S-Bahn, głównym środkiem transportu dowożącym pracowników z Halle do kombinatów chemicznych Buna-Werke i Leunawerke. Oprócz tego, wagony tramwajowe wykorzystywane w celu przewożenia towarów: w latach 20. XX wieku brykiety węgla przewożono z kopalni Cecilie (w Lützkendorfie) do Halle oraz w latach 80. XX wieku, przez pewien czas dwa razy dziennie transportowano produkty codziennego użytku przebudowanymi tramwajami z Halle do Merseburgu.

## Przebieg
Trasa tramwajowa rozpoczyna się na Riebeckplatz w Halle. Na trasie w kierunku Bad Dürrenberga biegnie przez Merseburger Straße, a następnie opuszcza obszar Ammendorfu. Krótko potem przebiega nad rzeką Weiße Elster oraz jej odnogą. Na obszarze terenów zalewowych Saale-Elster, trasa biegnie równolegle do drogi krajowej B91 i przekracza w Schkopau najpierw rzekę Steinlache, a następnie Soławę. W dalszej kolejności mija dawne zakłady Buna-Werke (dziś DOW) i biegnie przez Merseburg. Po przejściu przez centrum miasta z odnogą do pętli Merseburg-Süd trasa przebiega w pobliżu dawnych zakładów Leunawerke (dziś Infraleuna) i opuszcza miasto. Odnoga w Merseburgu stanowi pozostałość po rozebranej trasie Merseburg – Mücheln. Przystanek końcowy znajduje się w Bad Dürrenbergu, w którym trasa ponownie przecina Soławę.

## Charakterystyka
Aby przebyć 25 km tramwaj potrzebuje 1 godz. 30 min. Trasa tramwajowa pięciokrotnie przekracza rzeki. Od północy w kierunku południowym są to rzeki Weiße Elster (rzeka główna i odnoga), Steinlache (przed Schkopau) oraz Soława (przed Schkopau i w Bad Dürrenbergu). Między Halle a Schkopau przecina obszar zalewowy Saale-Elster. Tutaj też pod trasą przebiegają tory kolei dużych prędkości Erfurt – Leipzig/Halle. Oprócz nich trasa krzyżuje się z kilkoma innymi liniami kolejowymi, m.in. w Merseburgu i w Leunie. Na trasie znajduje się dawna zajezdnia Ammendorf (otwarta w 1902, zamknięta w 1997) oraz w ciągu toru wiodącego na południe Merseburga dawna zajezdnia Merseburg (w 2004 zlikwidowana). Zajezdnia w Ammendorfie miałaby w bliżej nieokreślonej przyszłości stać się siedzibą zakładów Gottfried Lindner AG (wcześniej VEB Waggonbau Ammendorf, część zakładów LOWA), które przez wiele lat były dostawcą taboru tramwajowego do Halle.

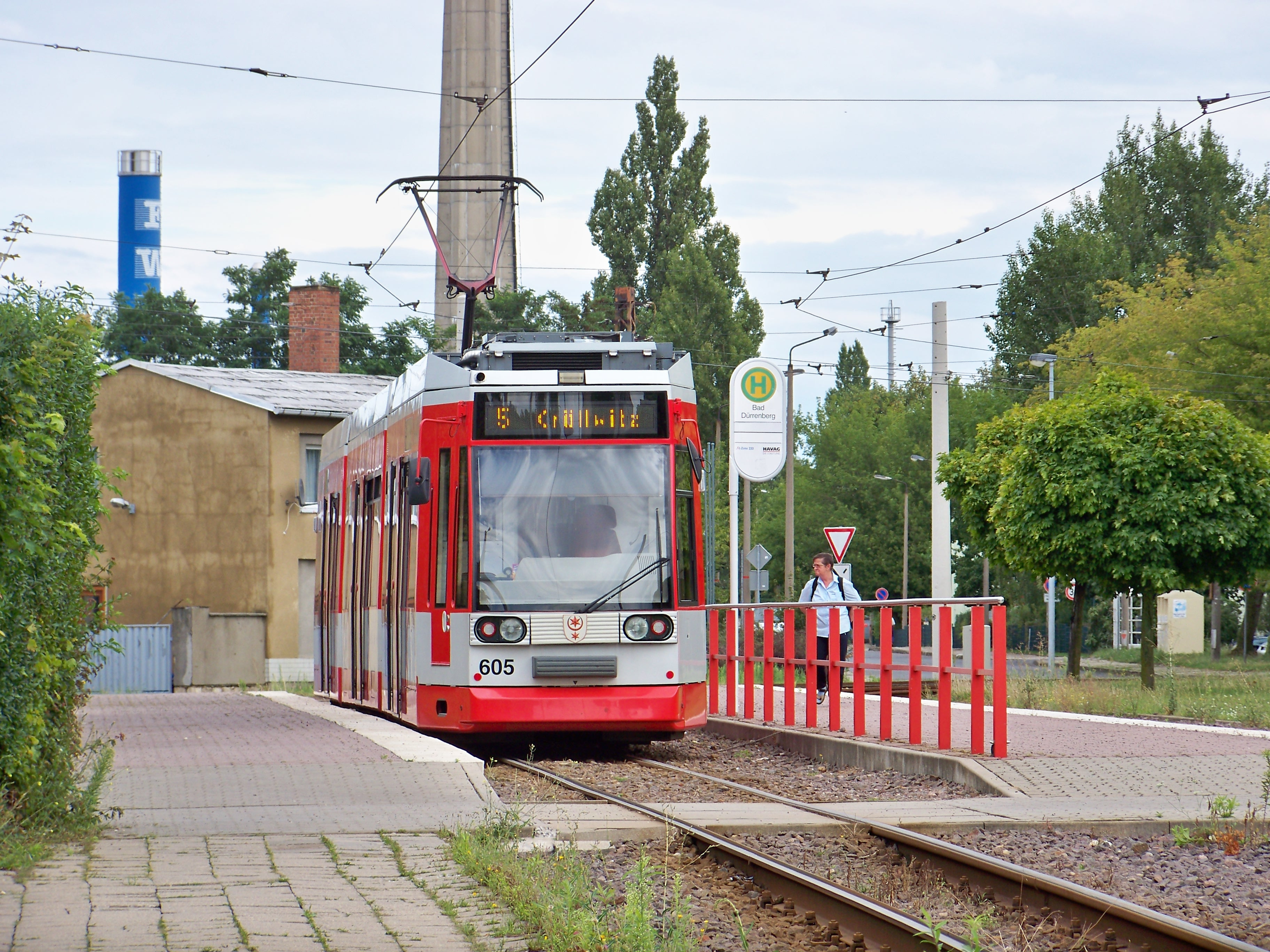
Przystanek końcowy w Bad Dürrenbergu

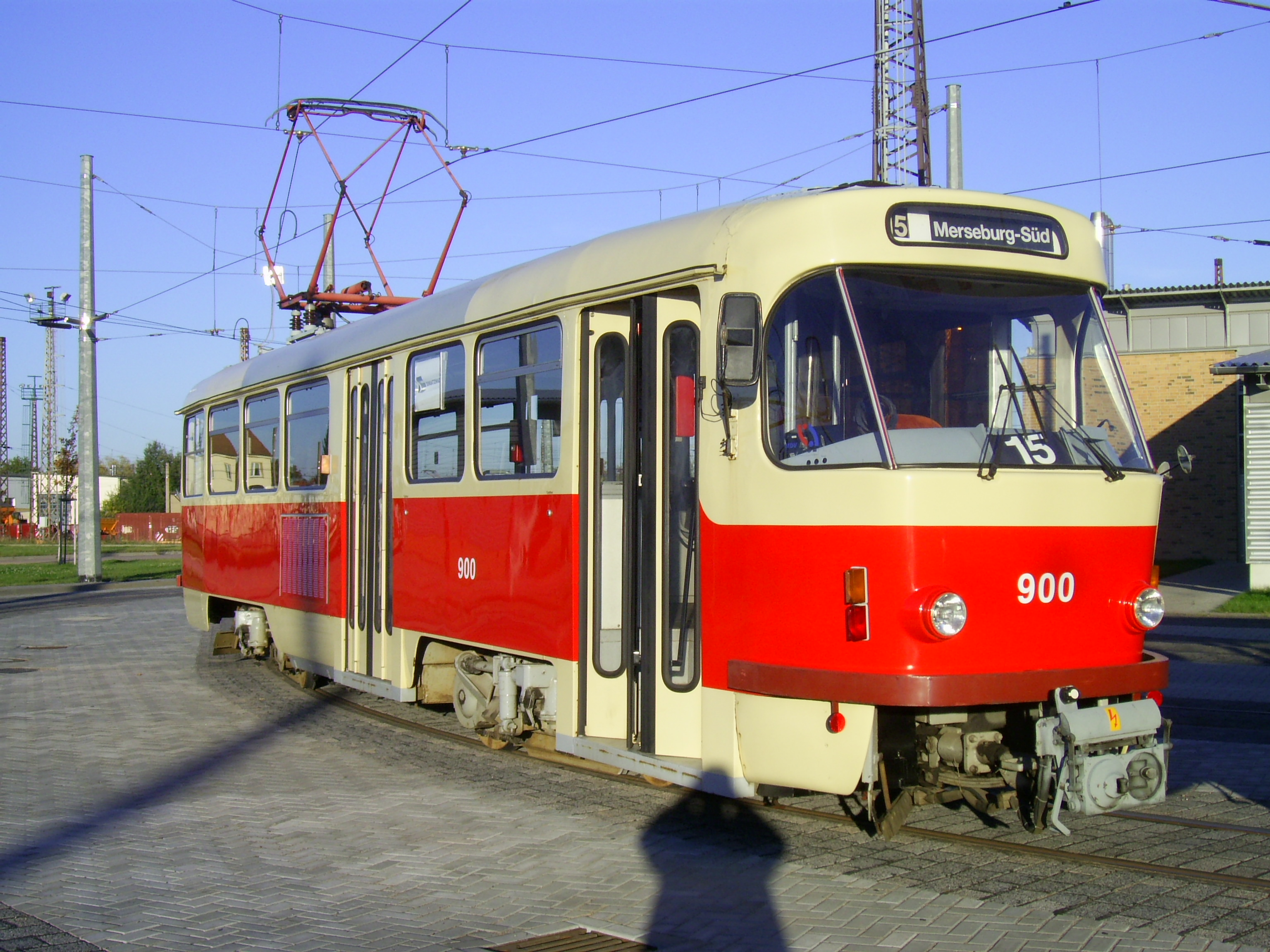
Dwukierunkowa Tatra T4D jako wagon muzealny (2007). Dwa tramwaje tego typu kursowały na linii 15 w Merseburgu

W Halle trasa tramwajowa przyłączona jest do miejscowej sieci tramwajowej, zarządzanej przez Halleschen Verkehrs-AG (HAVAG). Między Riebeckplatz i Damaschkestraße kursuje kilka linii. Rozpoczynająca się w Halle-Kröllwitz linia nr 5 korzysta z tej trasy do Bad Dürrenbergu. W Merseburgu na trasie kursuje linia 15 między centrum miasta a południem (operator Stadtverkehr Merseburg). Przy dworcu kolejowym w Halle, na przystanku Ammendorf oraz na pętli w Bad Dürrenbergu możliwa jest przesiadka na pociągi regionalne Deutsche Bahn. Przesiadki na S-Bahn Mitteldeutschland możliwe są na dworcu głównym w Halle (linie S3, S5X i S7) oraz na dworcu Rosengarten (linia S7).

## Tabor
Obecnie na linii eksploatowane są głównie niskopodłogowe wagony tramwajowe typu MGT-K oraz MGT-K2, wyprodukowane przez Bombardiera, oraz MGT6D wyprodukowane przez DUEWAG/Siemens. Sporadycznie na linii pojawiają się tramwaje typu Tatra T4D-C/B4D-C.

## Źródła
- „Lebensader Überlandbahn – 100 Jahre Straßenbahn im Raum Halle-Merseburg”, Wydawnictwo Hallesche Verkehrs-AG, artykuł własny w Engelsdorfer Verlag 2004
- „Wie Halle ins Rollen kam – 125 Jahre Nahverkehr in der Saalestadt”, Wydawnictwo Hallesche Verkehrs-AG, Fliegenkopfverlag, Halle, 2007
- strona miłośników tramwajów w Halle
- Halle – Stadtatlas mit Umgebungskarte, schemat sieci HAVAG